# Brezzo di Bedero
Brezzo di Bedero – miejscowość i gmina we Włoszech, w regionie Lombardia, w prowincji Varese.
Według danych na rok 2004 gminę zamieszkiwało 950 osób, 118,8 os./km².